# Приманка
Прима́нка — приспособления, используемые на рыбалке и охоте.

## Общие сведения
Рыбалка
Весь ассортимент приманок для оснащения крючка с целью привлечения и поимки рыбы можно разделить на две группы: естественные и искусственные.
Животного происхождения приманки называются наживками, а растительного — насадками.
- в спиннинговой ловле — имитация, напоминающая по форме рыбку.
  - Искусственные приманки используются для ловли хищной рыбы (щука, форель) в любых водоёмах и при любых условиях. Искусственные приманки бывают из пластика (производители —  Salmo, Lucky John: воблеры, попперы, «собаки», дартерыб, твистеры), из металла (колебательные блёсны — кастмастер и т.д), а также вертушки (производители — Mepps, Blue Fox, SPRO, ACME). Существуют гибридные приманки, сочетающие в себе элементы вращающейся блесны и джиговой приманки — т. н. спиннербейты. Искусственные приманки создают шумовые и визуальные эффекты, и провоцируют хищника на атаку. Все приманки делятся на классификации по степени заглубления, по особенности игры, по цветовым раскраскам.
  - Спиннинговые приманки бывают и естественными, их ещё называют «живец». Это маленькая рыбка, продетая через крючок. При этом крючок очень крепко сидит в приманке. Такой способ используется в поплавочной или троллинговой ловле.
- Насадки.
  - В качестве насадок используются зерна пшеницы, кукурузы, ячменя, бобы гороха, фасоли, люпина, бойлы, пеллетс, тесто.
- Подкормки, привлекающие внимание к месту рыбалки. Их использование практикуется как на спиннинговой ловле, так и на донной подледной. В качестве подкормки используется манная каша, хлебные сухари или технопланктон[1].

Охота